# イワナガヒメ
石長比売（いわながひめ）は、日本神話に登場する女神。

## 概要
『古事記』では石長比売、『日本書紀』・『先代旧事本紀』では磐長姫と表記する。他に苔牟須売神とも称される。
大山津見神（おおやまつみ）の娘で、木花之佐久夜毘売（このはなのさくやびめ）の姉。
木花之佐久夜毘売とともに天孫邇邇芸命（ににぎ）の元に嫁ぐが、石長比売は醜かったことから父の元に送り返された。大山津見神はそれを怒り、「石長比売を差し上げたのは天孫が岩のように永遠のものとなるように、木花之佐久夜毘売を差し上げたのは天孫が花のように繁栄するようにと誓約を立てたからである」ことを教え、石長比売を送り返したことで天孫の寿命が短くなるだろうと告げた。
『日本書紀』には、妊娠した木花開耶姫を石長比売が呪ったとも記され、それが人の短命の起源であるとしている。
伊豆系（大室山）の伝説では、父の元に送り返されたときには邇邇芸命の仔を懐妊しており、産屋を作って出産したという。伊予系（阿奈波神社）の伝説でも同様の話が伝えられている。
また『古事記』において大山津見神の娘で、須佐之男命の子の八島士奴美神と結婚する、木花知流比売（このはなちるひめ）は石長比売の別名であるとする説もある。

## 考証
石長比売は岩の永遠性を表すものとされ、名義は「岩のように長久に変わることのない女性」と考える説がある。
木花之佐久夜毘売と石長比売の説話はバナナ型神話の変形であると考える説もある。石（岩）がイワを名前に含んだ女性に変化していると考え、上記の説話から不老長生の神として信仰されるとする説もある。

## 祀る神社
石長比売だけを祀る神社は、
1. 雲見浅間神社（静岡県賀茂郡松崎町）
2. 大室山（静岡県伊東市）の浅間神社
3. 伊豆神社（岐阜県岐阜市切通）

が挙げられるがその数は少なく、全国のその他の浅間神社では木花之佐久夜毘売と共に祀られている。
また、本殿に祀る神社として、滋賀県草津市に伊砂砂神社があり、主祭神として石長比売命・寒川比古命・寒川比女命・伊邪那岐命・素盞嗚命の五神を祀っている。
雲見浅間神社と大室山浅間神社に石長比売のみが祀られているのは、富士山の木花之佐久夜毘売と対峙して祀られているものである。この静岡県伊豆地方では、醜いために邇邇芸命に遠ざけられた石長比売に同情して、石長比売の化身である大室山に登って木花之佐久夜毘売の化身である富士山を褒めると、怪我をするとか不漁になるなどの俗信がある。
伊都国の中心とされる福岡県糸島市三雲の細石（さざれいし）神社には、妹の木花之佐久夜毘売と共に祭神として祀られている。
貴船神社（京都市左京区）の結社（ゆいのやしろ）では、縁結びの神として祀られている。
兵庫県尼崎市には磐長姫神社があるが、これは近くにある貴布禰神社に関係するものであり、歴史は浅い。
筑波山（茨城県つくば市）の月水石神社でも石長比売が祀られ、石長比売が歿したとされる磐座が祀られている。
宮崎県西都市の銀鏡神社では、石長比売が鏡に映った自分の醜い容姿を嘆くあまり､遠くに投げたと伝えられる鏡がご神体として祀られている。
鹿児島県肝属郡肝付町の黒尊岳の山頂付近に祠があって「寿命継ぎの神」として厚く信仰されてきた。諸説あるが 郷土誌に「石長比売（いわながひめ）を祭る黒園岳」の項があり、また御神体らしき神石が残っている。
長野県軽井沢町の浅間神社には、活火山の浅間山を鎮める神として、大山祇神と石長比売の二神が祀られている。
磐長姫命の父神にあたる大山祇神社（愛媛県大三島）の境外摂社にも磐長姫命を祀る阿奈波神社がある。摂社ではあるが、鳥居に拝殿、多数の石灯篭、東屋、奉納品を収める別屋を備える規模のものであったが、豪雨により拝殿と鳥居が損傷を受けており、更に参道の土砂崩落もあり2023年8月22日時点で復旧されていない。境内末社の十七神社にも木花開耶姫命と共に磐長姫命が祀られている。
愛媛県には興居島にも石長比売を祀る磐神神社がある。